# Adrian Titieni
Adrian Titieni (n. 6 iunie 1963, Bistrița) este un actor român de film, radio, teatru, televiziune și voce.
În 2012, i s-a acordat Premiul Gopo pentru cel mai bun actor, pentru interpretarea personajului Doctorului Crișan din filmul Din dragoste cu cele mai bune intenții . A fost Rector UNATC până în martie 2016. 

## Biografie
A absolvit, în 1988, cursurile Universității Naționale de Artă Teatrală și Cinematografică ”I.L.Caragiale” - clasa profesorului Mircea Albulescu. În 2003, a absolvit cursurile postuniversitare de Regie și Montaj Film și TV, la aceeași universitate. În perioada 1993-1994, a lucrat la postul național de televiziune, ca realizator în cadrul Departamentului Educație-Știință, iar între 1996-1997, a fost consilier la departamentul de Relații Publice al Președinției României. A fost director al Studioului Cassandra (UNATC) în perioada 1999-2000 și este membru fondator al Fundației Române pentru Educație și Educatori. A fost consilier de stat în cadrul Cancelariei primului-ministru Călin Popescu-Tăriceanu (17 aug. 2007-19 dec. 2008). Din 1989 a fost șef al catedrei 'Artei Actorului' din UNATC.
Este profesor universitar doctor, iar din anul 2012 este ales rector al Universității Naționale de Artă Teatrală și Cinematografică „I.L.Caragiale” București.
Din 2009, inițiază „Sighișoara Film Festival”, pentru a promova producțiile cinematografice românești care au fost premiate la festivalurile internaționale. În fiecare an, festivalul atrage în vestita cetate medievală o mulțime de artiști ai culturii cinematografice românești (actori, regizori, producători), fiind un pol de întâlnire pentru profesioniștii domeniului din țară și străinătate, cât și o platformă interactivă de comunicare între personalitățile implicate și miile de spectatori români sau străini.

### Viață personală
Adrian Titieni a fost căsătorit cu actrița Adriana Irmescu și au împreună doi copii, un băiat și o fată .

## Spectacole în teatru
Activitate la Teatrul Național București
- Gorski în Purificare - regia Alexandru Mâzgăreanu (2011-2012)
- Aumerle în Richard al II-lea - regia Mihai Măniuțiu (1998-2000)
- Tamerlan cel Mare - regia Victor Ioan Frunză (1992)
- Clovnii - regia Mihai Mălaimare (1985-1988)
- Charimus în Fata din Andros - regia Grigore Gonța (1985-1987)
- Harap Alb în Harap Alb - regia Grigore Gonta (1983-1990)

Activitate la Studioul Casandra
- Tatăl în Stress - regia Mircea Albulescu (1988)
- Inspector de poliție în Capul de rățoi - regia Mihai Constantin Ranin (1987)

Activitate la Teatrul de Comedie
- Brighela în Slugă la doi stăpâni - regia Tudor Mărăscu (1987)

Activitate la Teatrul L. S. Bulandra
- Camile în 1794 - regia Alexandru Darie (1995-1998)
- Charles în Victor sau copiii la putere - regia Gelu Colceag (1993-1994)

Activitate la Teatrul Nottara
- Gavrilescu în Cazul Gavrilescu - regia Gelu Colceag (1996-1998)

Activitate la Teatrul Odeon
- Copii unui Dumnezeu mai mic - regia Cristi Tudor Popescu (1996-1998)
- Oreste în Electra dragostea mea - regia Gelu Colceag (1990-1992)
- Treplev în Pescărușul - regia Gelu Colceag (1990-1991)

Activitate la Teatrul Act
- Prof în Prof - regia Cristian Dumitrescu (2011)
- Andrei în After Play - regia Mihai Brătilă (2007)
- Profesorul în Oleana - regia Andreea Vulpe (2006-2007)
- Fiul în Cetatea Soarelui - regia Mihai Măniuțiu (1999-2001)

Activitate la Teatrul Metropolis
- George în Doctor, femei și alte îmtâmplări - regia Emanuel Pârvu(2010)
- Pijamale - regia Emanuel Pârvu (2008)

Activitate la Teatrul Foarte Mic
- Daniel în Dacă n-ai mai fi - regia Carmen Veștemeanu (2008-2013)
- Tatăl în Interzis sub 18 ani - regia Mihaela Michailov (2008-2013)

Activitate la Teatrul Radu Stanca din Sibiu
- Figaro în Nunta lui Figaro - regia Mihai Constantin Ranin (2000-2003)

Activitate la Teatrul Toma Caragiu din Ploiești
- Polițistul în Victimele datoriei - regia Mircea Albulescu (1990-1991)
- Fabrizio în Hangița - regia Florin Zamfirescu (1989-1990)

Activitate la Teatrul Sică Alexandrescu din Brșov
- Griskovet în Casa - regia Cristi Juncu (2010-2012)
- profesorul Andronic în Ultima oră - regia Gelu Colceag (2007)

Activitate la Teatrul Ch. Ciprian din Buzău
- Miroiu în Steaua fără nume - regia Anca Colteanu (2005)

Activitate la Teatrul Național Constanța
- Ipingescu în O noapte furtunoasă - regia Emanuel Pârvu (2009-2010)
- Miroiu în Steaua fără nume - regia Anca Colteanu (2005)

Activitate la Teatrul Româno-American
- Orpheus descending - regia Adrian Pintea (1994-1995)
- Tatăl în Fool for love - regia Adrian Pintea (1993)

Activitate la Compania Trupa pe butoaie
- Faust în Faust - regia Victor Ioan Frunză (1994-1995)

Activitate la Arcub
- Gutuie în Visul unei nopți de vară - regia Beatrice Rancea (2003-2004)

Spectacole teatru 2007
Primarul în Brand - regia Ilinca Stihi (2007)

## Filmografie[5]

### Filme de cinema
- Pas în doi (1985)
- Încrederea (1986)
- Iacob (1988)
- Zîmbet de Soare (1988)
- Expediția (1989)
- Stare de fapt (1995)
- Față în față (1999)
- Moartea domnului Lăzărescu (2005)
- Restul e tăcere (2008)
- Schimb valutar (2008)
- Și caii sunt verzi pe pereți (2012)
- 5 Minute (2019) ca Tudose. Regia Dan Chișu
- Queen Marie of Romania (2019) ca Ion Brătianu. Regia
- Fructul oprit (2018) - regia Ruxandra Ion
- "Ilegitim" (2016)
- Doctori de mame (2008) - regia Ruxandra Ion
- Fixeur (2016) -  regia Adrian Sitaru
- Bacalaureat  rolul doctorului - scenariu și regia
- Doar cu buletinul la Paris (2015)
- București NonStop (2013)
- Poziția copilului - regia Călin Peter Netzer (2013)
- Puzzle - regia Ștefan Manea (2013)
- Betoniera - regia Liviu Săndulescu (2012)
- Kiddo - regia Millo Simulov (2012)
- Carmen - regia Doru Nițescu (2012)
- Domestic - regia Adrian Sitaru (2012)
- Puzzle pentru orbi - regia Andrei Zincă (2011)
- Din dragoste cu cele mai bune intenții - regia Adrian Sitaru (2011)
- După amiază în Drumul Taberei - regia Vlad Trandafir (2010)
- 15 iulie - regia Cristi Iftime (2010)
- Fumatul poate să ucidă - regia Millo Simulov (2010)
- Zi festivă - regia Teodora Lascu (2010)
- Timi - regia Cristi Iftime (2009)
- Colivia - regia Adrian Sitaru (2009)
- Lord - regia Adrian Sitaru (2009)
- Pescuit sportiv (2009)
- Nunta lui Oli - regia Tudor Giurgiu (2008)
- Angling - regia Adrian Sitaru (2007)
- Valuri - regia Adrian Sitaru (2006)
- Și totul era nimic - regia Cristina Nichituș (2005)
- Sindromul Timișoara - Manipularea - regia Marius Barna (2004)
- Patul lui Procust - regia Sergiu Prodan (2001)
- Homicide conjugal - regia Papa de Simon (1998)
- Față în față - regia Marius Barna (1996)
- Nostradamus (1994)
- Balanța - regia Lucian Pintilie (1992)
- Tinerețe frântă - regia Marija Maric (1991)
- Spirit of the Night (1991)
- Liliacul înflorește a doua oară - regia Cristina Nichituș (1988)
- Rezervă la start - regia Anghel Mora (1987)
- Luminile din larg - regia Stelian Stativă (1986)

### Filme și seriale de televiziune
- Capul de zimbru (film TV, 1996)
- Apostolul Bologa (2018) - preotul Boteanu

▪  Tudor Caragea în serialul Fructul oprit ,Antena 1 (2018)
- Doctorul cizmar, film Tv, TVR Cultural (2010)
- Bogdan Iordache Huzean în serialul Vlad, Pro TV - regia Jesus del Cerro (2019)
- Securistul Andrei în serialul Regina, Acasă TV - regia Iura Luncasu (2008)
- David în serialul Doctori de mame, Acasă TV (2008)
- Dr. Toma în serialul Spitalul de urgență, TVR (2006-2007)
- Primarul în Brand, TVR - regia Ilinca Stihi (2005)
- Soțul în Marfă vie, TVR - regia Gelu Culceag (2004)
- Mihai Oprea în serialul În familie, PRIMA TV (2002-2004)
- Aerisirea, film TV - regia Silviu Jicman (1997)
- Soldat Karl Heinz în Kafka, TVR - regia Domnița Munteanu (1996)
- Cum vă place, TVR - regia Olimpia Arghir (1995)
- Mircea Eliade - Nuvele, TVR - regia Dan Ionescu (1993)
- Andrei în Trei surori, TVR - regia Cornel Todea (1991)
- Mama, TVR - regia T. Tudoran (1981)

## Premii și distincții
În anul 2016, i se acordă Premiul Bayard pentru cel mai bun actor, pentru rolul tatălui din Ilegitim de Adrian Sitaru la Festivalul Internațional al Filmului Francofon din Namur, Belgia. De asemenea, este distins de Festivalul Național de Film de la Chicago cu Premiul Silver Hugo pentru cel mai bun actor pentru rolul din filmul lui Cristian Mungiu, Bacalaureat.
În 2012, este distins cu Premiul Gopo pentru cea mai bună interpretare masculină, pentru rolul doctorului Crișan din filmul lui Adrian Sitaru Din dragoste cu cele mai bune intenții.
În anul 2011, i se acordă Premiul pentru interpretare masculină, în cadrul Premiilor Uniunii Cineaștilor din România - ediția 40, pentru rolurile din filmele Colivia și Lord.
Anul 2010 îi aduce artistului Premiul pentru cel mai bun actor la Festivalul Internațional „GrandOff”, ținut la Varșovia în perioada 25 - 29 noiembrie. Premiul a fost obținut pentru filmul de scurtmetraj Colivia, în regia lui Adrian Sitaru.
În 2008, este distins de FESTCO cu premiul Cel mai bun actor de comedie, pentru rolul Alexandru Andronic din spectacolul Ultima oră, regia Gelu Colceag.
Președintele României Ion Iliescu i-a conferit profesorului Adrian Titieni la 10 decembrie 2004 Medalia Meritul pentru Învățământ clasa I, „pentru abnegația și devotamentul puse în slujba învățământului românesc, pentru contribuția deosebită la dezvoltarea și promovarea cercetării științifice” din România.